# Walter Balcanquhall
Walter Balcanquhall (* um 1586 in Edinburgh; † 25. Dezember 1645 in Chirk Castle) war Dekan von Rochester und Repräsentant der Church of Scotland auf der Synode von Dordrecht. Zu Balcanquhalls Lebzeiten wurde die Church of Scotland von Bischöfen geleitet; die kirchenpolitischen Konflikte, in denen Balcanquhall selbst aktiv war, führten nach seinem Tod zu der presbyterianischen Struktur, wie sie für diese Kirche seither kennzeichnend ist. 

## Biografie
Walter Balcanquhall sen. war ein Geistlicher der Church of Scotland und war mit Margaret Marjoribanks verheiratet. Das Paar hatte drei Söhne. Einer davon, der etwa 1586 in Edinburgh geborene Walter, studierte an der Universität Edinburgh und erwarb dort am 27. Juli 1609 den Magistergrad. Im folgenden Jahr immatrikulierte er sich am Pembroke College in Cambridge, wo er 1616 den Grad eines Bachelor of Theology erwarb. Es folgten verschiedene kirchliche Ämter, darunter die Leitung des Savoy Hospital. Als er zum Mitglied der britischen Delegation auf der Synode von Dordrecht ernannt wurde, gab er dieses Amt auf. Balcanquhalls Eindrücke in Dordrecht hielt er in mehreren Briefen fest. Er fand das Vorgehen der Synode gegen die Remonstranten richtig, lehnte aber die extremen Positionen der Contraremonstranten um Franciscus Gomarus ab.
1619 kehrte Balcanquhall nach London und in sein Amt im Savoy Palace zurück. Er promovierte zum Doktor der Theologie. Am 21. September 1624 heiratete er Elizabeth Aucher, die Witwe von Sir William Hamilton. Im folgenden Jahr wurde er Dekan von Rochester. Seit Studienzeiten ein überzeugter Vertreter des Episkopalismus, befürwortete er den Versuch des Erzbischofs von Canterbury, William Laud, in Schottland die anglikanische Liturgie einzuführen. Er beriet  König Karl I. beim Konflikt mit den schottischen Covenanters. Seine persönlichen Verbindungen nach Schottland kamen ihm hierbei zustatten. Zunächst brachte ihm das Vorteile, so 1639 den Titel eines Dekan von Durham. Bei Ausbruch des Bürgerkriegs musste er aus London fliehen und lebte an wechselnden Orten im Untergrund. Schließlich starb er während des kalten Winters von 1645 am Weihnachtstag an seinem letzten Zufluchtsort, Chirk Castle in Denbighshire. Er wurde auf dem dortigen Friedhof beigesetzt; postum wurde dort ein Monument zu seinen Ehren errichtet. Seine Witwe erhielt 1650 den Titel Lady Hammond.